# Henri Borel
Henri Jean François (Henri) Borel (Dordrecht, 23 november 1869 - Den Haag, 31 augustus 1933) was een Nederlands schrijver en journalist.

## Familie
Borel was de zoon van de latere generaal-majoor en gouverneur van de Koninklijke Militaire Academie George Frederik Willem Borel en Suzanna Elisabeth Marcella. Zijn moeder was een telg uit het geslacht Marcella, en een kleindochter van generaal baron Bernardus Johannes Cornelis Dibbets. Hij had een jongere broer, Eduard Arnold, die op bijna 16-jarige leeftijd overleed en een oudere zus, Julie Desirée Borel (1867-1933), gehuwd met assistent-resident Eduard Ludwig Martin Kühr, ambtenaar in Nederlands-Indië. Een neef, de zoon van Borels oom Harry Hubert Borel, was George Borel, luitenant-ter-zee tweede klasse, die omkwam bij de ramp met de rammonitor Adder. Een andere neef, zoon van zijn oom Henri Ferdinand Borel, was de latere luitenant-generaal Jean Henri Borel.
Borel trouwde drie keer; de eerste keer op 8 juni 1892 met Maria Christina zur Haar, dochter van Franciscus Egbertus zur Haar, muziekmeester, en Anna Maria de Jong, de tweede keer op 10 december 1902 met Helena Maria de Hartog, dochter van Henri de Hartog, tabakshandelaar, en Carolina Manson, en de derde keer op 23 februari 1911 met Anna Maria Huffstad. Uit zijn huwelijk met Helena Maria de Hartog werd zijn zoon, de latere acteur Louis Borel, geboren. Uit zijn eerste huwelijk had hij nog een dochter en een zoon, Wilhelmina Suzanna en Paul Frederik Borel en uit zijn derde huwelijk nog een dochter, Machteld Irmgard Borel.

## Loopbaan

### Loopbaan in Indië

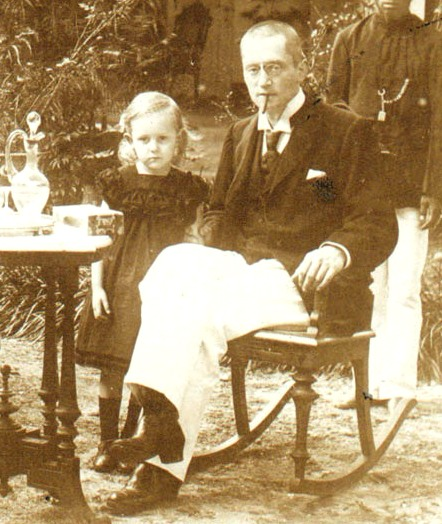
Henri Borel in Indië

Borel volgde de H.B.S. in Den Haag, Goes en Roermond, deed examen voor de opleiding voor tolk in de Chinese taal en ging vervolgens die taal studeren aan de Universiteit van Leiden; dat was onder meer bij professor Schlegel. Hij vertrok in 1892 naar China, waar hij eerst op het eiland Ku Lang Su verder studeerde; in deze tijd brak de Chinees-Japanse oorlog uit (1894) en Borel schreef toen als correspondent brieven naar de Nieuwe Rotterdamse Courant, die de situatie in China weergaven. Hij werd hierna als tolk voor Chinese zaken te Makassar, Soerabaja, Semarang en Pontianak aangesteld en werd later benoemd tot ambtenaar voor Chinese zaken te Tandjong Pinang. Hij berichtte in zijn rapporten veelal over wantoestanden, corruptie en onrecht, wat hem het ongenoegen van de resident opleverde. In 1896 werd hij in zijn functie overgeplaatst naar Makassar, waar de toestand zich herhaalde. Borel besloot, in 1898, hierop definitief naar Nederland te repatriëren. Intussen was hij begonnen met zijn literaire werk Wu Wei, een filosofische fantasie, geschreven naar aanleiding van de filosofie van Lao Tzé. Deze studie werd later opgenomen in de bundel Wijsheid en schoonheid in China. Het boek werd vertaald in het Duits (drie drukken), in het Frans en in het Engels (4 drukken); Borel beschouwde het later als zijn beste werk en zei: Het is mijn lievelingswerk in zoo hooge mate, dat het mij niet zou kunnen schelen wanneer al mijn andere publicaties werden verbrand mits "Wu Wei" bleef behouden.
In 1903 keerde Borel naar Indië terug, waar hij opnieuw te Tandjong Pinang werd gestationeerd en de opdracht kreeg te onderzoeken hoe in de tinmijnen op Singkep de koelieordonnanties werkten. Hij ging zelfstandig op onderzoek uit en kwam daarbij in zijn ogen ergerlijke toestanden tegen. Het niets verhullende rapport dat hij hierover schreef werd later niet openbaar gemaakt. Het gaf aanleiding tot ernstige conflicten en was de oorzaak dat Borel uiteindelijk met ziekteverlof naar Nederland terugkeerde. In 1905 kreeg hij te Amsterdam, waar hij zich gevestigd had, een telegram van gouverneur-generaal J.B. van Heutsz, waarin stond dat als Borel naar Indië wilde terugkeren hij te Semarang geplaatst zou worden. Borel beschouwde dit bericht als een rehabilitatie en vertrok voor de derde keer naar Indië. Aldaar was de Chinese beweging in opkomst en probeerde hij zo goed mogelijk de belangen hiervan te behartigen. In 1911 werd aan hem de persoonlijke titel adviseur voor Chinese zaken toegekend. In 1912 schreef hij, naar aanleiding van de Chinese relletjes te Soerabaja, een rapport dat geheel tegengesteld was aan dat van de resident en aldus leidde tot een overplaatsing. Gedurende de tijd dat Borel in Indië vertoefde raakte hij onder meer bevriend met Karel Wijbrands en H.C. Zentgraaff, wat door zijn chefs niet werd aangemoedigd en wat zijn loopbaan aldaar eveneens nadelig beïnvloedde. Wijbrands en Borel deelden samen een niets ontziende optreden tegen en het signaleren van onrecht, wantoestanden en corruptie.

### Loopbaan in Nederland

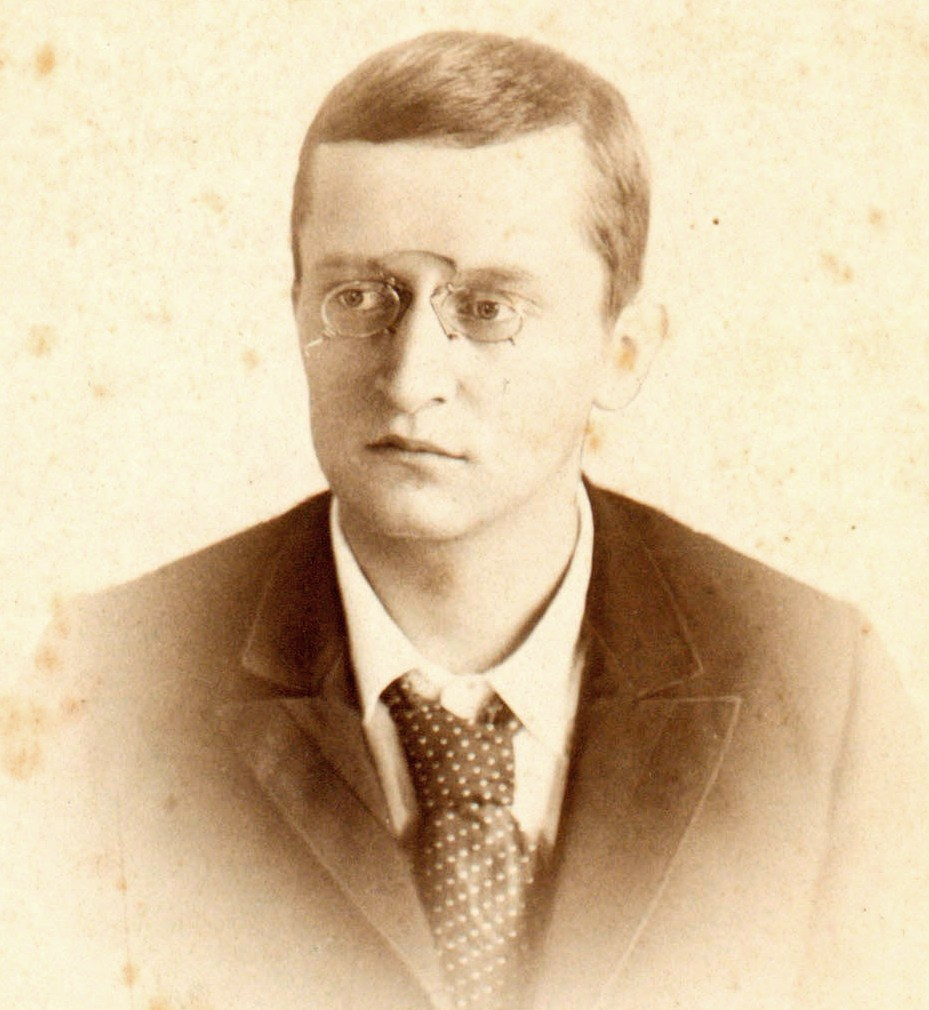
Henri Borel als jong schrijver

In 1913 keerde Borel voor verlof naar Nederland terug, waar hij door een ongeval een deel van het gezichtsvermogen verloor, waarop hij eervol ontslag uit 's lands dienst verkreeg. Hij vestigde zich vervolgens in Den Haag en begon vanaf 1 november 1916 toneelkritieken en boekbesprekingen in Het Vaderland te schrijven. In zijn rol van criticus ging hij van het standpunt uit altijd onpartijdig te zijn, geen heilige huisjes te kennen en vriendschaps- of vijandschapsoverwegingen geen rol te laten spelen, waardoor hij veel vijanden maakte. Deze kritische geest zag Borel als een erfenis van zijn vader, die in 1878, in de rang van kapitein, een kritisch boek schreef over de tweede expeditie naar Atjeh; hij zei hierover: ik mag wel eindigen met hulde te brengen aan de nagedachtenis van de moedige criticus, die mijn vader was, en van wie ik ook mijn grote liefde en aanleg voor muziek erfde. Borel was bevriend met Frederik van Eeden, Johan Thorn Prikker en Louis Couperus. Een correspondentie bestaande uit meer dan 400 brieven, gewisseld met Van Eeden tussen 1889 en 1930, wordt bewaard in de Universiteit van Amsterdam en in het Letterkundig Museum.

### Ziekte en dood
Borel had de laatste drie jaar van zijn leven last van zijn hart, liep dan moeilijk, had last van hoge koortsen en kampte met een ontsteking van zijn arm. Zijn toestand verergerde in de week voor zijn dood dusdanig dat hij instortte. De maandag voordat hij overleed leverde hij nog de kopij voor de krant. Diezelfde dag overviel hem een hoge koorts, die opliep tot meer dan 40 graden, dinsdag werd gemeld dat hij ziek en woensdag dat hij bewusteloos was. Hij overleed in de nacht van 31 augustus 1933, na een kort ziekbed, te Den Haag. Op zijn sterfbed werd hij in de katholieke kerk opgenomen. Eerder was Borel al geromaniseerd maar er was weer verwijdering ontstaan. Toen hij ziek werd ontving hij voorwaardelijk het heilige doopsel. Gedurende het stervensproces bad priester te Nuland, Wouter Lutkie, samen met de stervende en zijn familie, het Onze Vader en het Wees Gegroet voor de in doodsstrijd liggende bekeerling. Later werd er van diverse kanten verklaard dat Borel in bewusteloze toestand en wellicht buiten zijn wil om in de kerk was opgenomen, hoewel dit door de rooms-katholieke kerk ontkend werd. De priester Wouter Lutkie schreef later in een stuk in de Nieuwe Tilburgse Courant: Henri Borel en Frederik van Eeden - Van Eedens dagboek getuigt van de onvermoeibare onontmoedigbare trouw van Borel. Waar anderen hem verlieten of niet konden volgen bleef Borel hem eensgezind, tenminste welgezind. Een vriendschap trouw tot over de dood heen. De genade door Van Eeden aanvaard heeft Borel niet afgewezen.
Borel werd begraven op de Katholieke Begraafplaats in Den Haag. Even daarvoor was de plechtige uitvaartdienst gehouden in de parochiekerk O.L. Vrouw van Lourdes aan de Parklaan in Den Haag. Na de dood van Borel ontving Het Vaderland tal van deelnemingen, onder meer van de toneelspeler Alexander Moisi, die schreef: in mijn hart leeft mijn vriend Borel voort, van de actrice Tilla Durieux, die zei: Den Haag is ondenkbaar zonder Henri Borel en van Marie Kalff Lenormand, die opmerkte: Niemand onder de Nederlandse critici was zo goed op de hoogte van Frans theater en van Franse literatuur. Borel werd als kunstredacteur, verbonden aan Het Vaderland, opgevolgd door Menno ter Braak, dan leraar in de klassieke letteren te Rotterdam.
Na zijn dood ontving zijn echtgenote in de kapel van het pensionaat Jerusalem te Venray het heilige doopsel en de eerste Heilige Communie. Dat was omdat zij toe wilde treden tot hetzelfde geloof als haar man en haar dochter. Borel was commandeur der Dragon Vert d'Annam.

## Beschouwingen

### Over werk en leven

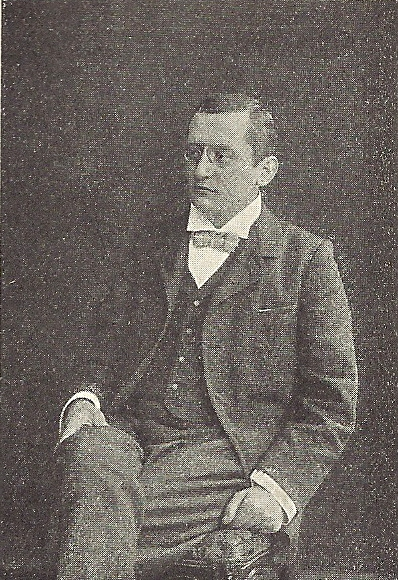
Henri Borel

Borel beschouwde later zijn romans Het zusje, Het vlindertje, De leugen der eer, Het recht der liefde, Levenshonger, Liliane en Leliënstad als zogenaamde contractromans. Hij schreef deze boeken in de tijd dat hij in Nederland met verlof was en hij contractueel verplicht was twee romans per jaar aan zijn uitgever te leveren. Hij gaf volgens eigen zeggen niet om waardering en bestempelde zichzelf tot "un isolé" die gelukkig helemaal buiten de kring van gevierde letterkundigen stond: Want ik haat letterkunde die alleen maar letterkunde is. Hij was een groot muziekliefhebber, met name van de muziek van Johann Sebastian Bach en zei dat hij veel meer voelde voor de muziek dan voor literatuur. Hij verwoordde zijn liefde voor Bach als volgt: Als je ouder wordt dan kan je Chopin niet meer spelen, en Schumann niet, en Schubert niet en zelfs Beethoven niet - de grote. Maar dan speel je Bach omdat het boven alles uit is en alles achter zich gelaten heeft en over al het diepmenselijke heen in de goddelijke harmonie der sferen is gestegen.
Borel had een afschuw van l'art pour l'art en vond dat kunst een zekere mate van religieuze devotie, een gehele overgave van het onpersoonlijke en een cultuurfactor diende te zijn. Hij had een hekel aan letterkundigen zonder algehele cultuur. Van de Tachtigers beschouwde hij Frederik van Eeden als de grootste figuur en dan vooral om diens grote betekenis op sociaal gebied: "Van Eeden heeft zich, in tegenstelling met andere tijdgenooten, niet altijd bepaald tot het eigen Ik-heidje, maar ook op sociaal gebied veel gedaan." Borel meldde over de studie sinologie dat het de grootste teleurstelling van zijn leven was geweest dat hij, na terugkeer uit Indië, niet verder in staat was zich daaraan te wijden, omdat het de ware vervulling van zijn leven zou zijn geweest. Wat hij daarna deed was wel van ganser harte maar hij zag het niet als zijn bestemming. De Chinese geleerde en filosoof Dr. Lim Boen Keng (dan secretaris van Dr. Sun Yat-sen) schreef over Wu Wei: Your Wu Wei has been a consolation for me during a time of relaxation and trouble.
Op moreel gebied had Borel twee kanten. Enerzijds veroordeelde hij in zijn artikelen in Het Vaderland regelmatig pornografische passages in Nederlandse literatuur. Anderzijds vertaalde hij zelf de Liefdesavonturen van Casanova, en schreef hij onder de pseudoniemen Jean de Blois en Etienne Labas minstens 20 "realistische" romannetjes als De club der wreede meesters en Het bordeel van Madame Mathilde.

### Borel over zijn boeken
- Borel zei over zijn boek Het jongetje (1899) dat hij daaraan geen woord zou willen veranderen. Hoewel het boek indertijd verguisd werd als "week" en "sentimenteel" vond Borel dat in het geheel niet en was het hem nog steeds zeer lief, hoewel hij zei dat men de sfeer als 15 à 16-jarig jongetje gekend moest hebben om het te voelen.
- Over Een droom (uit Tosari) zei hij dat het hem speet dat hij het boek niet gaaf, als een dichterlijke beschouwing van het bergland Tosari, had gehouden maar er een liefdesroman in verweven had. Hij zei dat Couperus veel van dit boek gehouden had en erover geschreven had dat het boek zou bestaan zolang de Nederlandse literatuur zou bestaan, hetgeen Borel overdreven vond.
- Borel was erg tevreden over Het dag'het in den Oosten (1910); hij vond dat hij daarin de Chinese revolutie goed voorspeld had.
- Hij hield zelf het meeste van zijn boeken De laatste incarnatie, Het schone eiland, van enkele (niet alle) stukken uit Karma en van de meeste van de stukken uit de bundel Leven en dood.
- Borel was erg gesteld op de novelle De oude kip, gepubliceerd in een druk van De Laatste incarnatie.

### Borel en Louis Couperus
In oktober en november 1923 werd er in de kunstzalen "Arti" van de boekhandelaar Dijkhoffz. aan de Haagse Plaats een "Couperus-tentoonstelling" gehouden waar veel van zijn werken werden geëxposeerd. Daarbij verscheen ook een catalogus, in de vorm van een "Bibliographie" die werd ingeleid door Borel. Daarin schreef hij onder andere:

Hetgeen ik in Couperus het meeste bewonder zijn niet zoozeer zijn werken als literatuur alleen, maar de levenshouding van de auteur, die ik erachter voel. In zekere mate was die overeenkomstig het gedistingeerd correcte van zijn kleding (er is voor elk mens, als men maar goed oplet, iets in zijn kleding, dat verband houdt met zijn karakter), want haar hoofdtrekken zijn gesoigneerdheid, voornaamheid, dodelijke vrees voor het alledaags banale en lelijke, in steeds afwerende houding (deze afwering lag ook op zijn gezicht), maar daarachter een smachtend hunkeren naar schoonheid en pracht.

In de maanden november-december werd deze zelfde tentoonstelling ook gehouden in Arnhem, bij boekhandel Hijman, Stenfert Kroese en Van der Zande.
Borel schreef naar aanleiding van de grote Louis Couperus Tentoonstelling, die gehouden werd ter ere van de 70ste geboortedag van deze schrijver: Ze hebben, op de dag dat hij 70 jaar zou zijn geworden, behoorlijk een krans op Couperus' graf gelegd en de president van het Louis Couperus Genootschap heeft daarbij een speech afgestoken. Ik houd niet van dergelijke "vrienden van..." genootschappen, waarin na de dood van een tijdens zijn leven veel te eenzaam gelaten schrijver opeens allerlei "vrienden" van hem opduiken en ik ben daarom geen lid van een daarvan geworden. Volgens Borel was Couperus één der zeer weinige aristocraten onder de schrijvers. Zij zagen elkaar weinig maar waren toch goede vrienden. In een brief betuigde Couperus Borel zijn spijt dat zij elkaar maar zo zelden ontmoetten. Couperus vroeg Borel een keer een stadswandeling met hem door Den Haag te gaan maken, maar in plaats van ergens thee of een cocktail te gaan drinken, leidde Couperus Borel door de volksbuurten van de stad. Bij deze gelegenheid zei Couperus: ik vind burgerlijke mensen verschrikkelijk, maar ik houd van het volk. Toen Borel en Couperus samen door Nice wandelden bleef Couperus plotseling stilstaan bij een groot bouwwerk in wording, waar grote basalt- en granietstenen werden aangedragen en zei: Zie je dat? Dit heeft mij de inspiratie gegeven voor mijn boek Babel.
Toen Borel en Couperus samen op Couperus' kamer op de Hoge Wal zaten lag het manuscript van Komedianten, zojuist voltooid, vóór hen; Couperus merkte op: Dit is nu eens een boek dat ik niet geschreven heb omdat ik nu eenmaal moet, omdat het mijn métier is boeken te schrijven. Dit zijn nu eens géén boeken die ik moet verkopen. Ik heb dit boek alléén geschreven uit liefde voor het onderwerp en ik houd er verschrikkelijk veel van. Ik geloof het meeste van al mijn boeken. Borel zei echter: Later stuurde hij mij een exemplaar van God en de Goden toe, dat hij tóen voor zijn lievelingsboek hield. Op het Plein ging eens een mager en zielig bloemverkoopstertje voorbij en toen Borel zei dat hij zo'n medelijden met dit meisje had antwoordde Couperus: Wat doen wij anders, Borel? Wij verkopen toch eigenlijk ook bloemen? Wat zijn onze boeken en artikelen anders en wat is ons métier anders? Tijdens hun laatste ontmoeting, toen Couperus juist terug was van zijn reis door Japan, meldde hij Borel: Zie je, ik geloof dat ik je weleens gezegd heb dat ik een reïncarnatie van een Romein ben, maar als ik dit zie [het Bezuidenhout] voel ik mij alleen maar Hagenaar, pur sang Hagenaar.

### Boeken

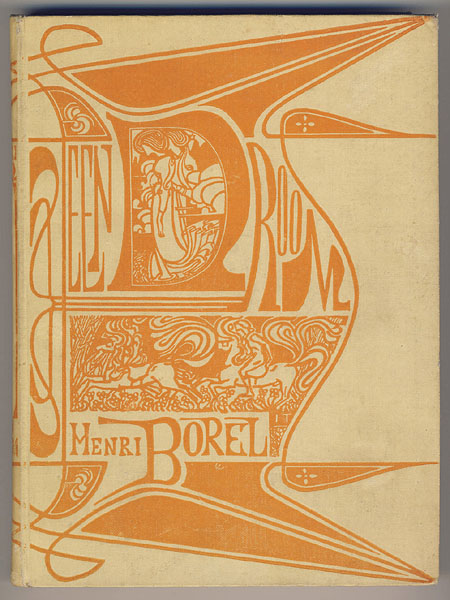
Een droom, Omslag door Jan Toorop

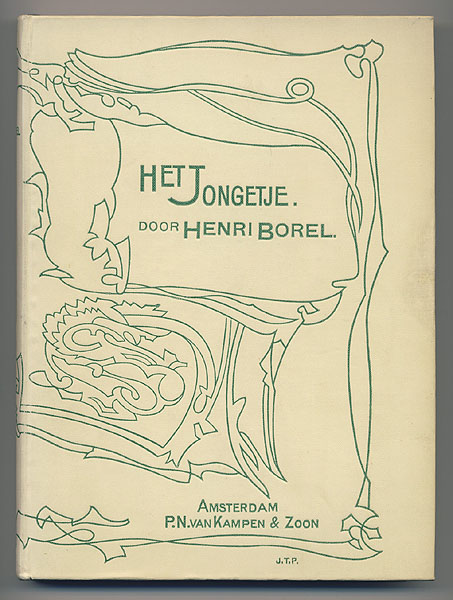
Het jongetje, omslag door Johan Thorn Prikker

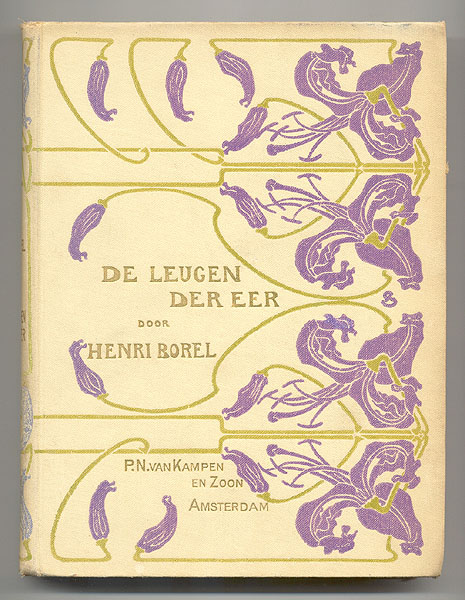
De leugen der eer, omslag door Anna Sipkema

- 1895. Wijsheid en Schoonheid uit China (waarin opgenomen "Wu Wei")
- 1896, 1898, 1931. De Chinese filosofie, toegelicht voor niet-sinologen.

1896. I. Kh'oeng Foe Tsz'.  (Confucius)
1898. II. Lao Tsz'.
1931. III. Mêng Tsz'. (Mencius), China's volkstribuun.
- 1897. Kwan Yin, een boek van de goden en van de hel.
- 1898. Het jongetje
- 1898. Studiën
- 1899. Een droom
- 1900. De Chinese kwestie
- 1900. 'De Chinezen in Nederlands-Indië
- 1900. Het zusje
- 1900. Opstellen
- 1901. De laatste incarnatie
- 1901. Het recht der liefde, een studie uit het Indische leven
- 1901. Van de Engelen
- 1901. Het vlindertje
- 1902. Leliane, een modern sprookje
- 1902. Levenshonger, een studie
- 1902. Marie Madeleine, de drie nachten, liefdesliederen uit het Duits vertaald door Henri Borel
- 1903. De leugen der eer
- 1904. De stille stad
- 1904. Leliënstad
- 1905. Wijsheid en schoonheid uit Indië
- 1906. Chinese kunst - naar aanleiding van de tentoonstelling gehouden te Batavia door de Nederlands-Indische kunstkring
- 1906. Opstellen - tweede bundel
- 1906. Van Batavia naar Rotterdam, reisgids van de Rotterdamse Lloyd
- 1910. De Christelijke zending, serie Pro en Contra
- 1910. Het daghet in den Oosten[23]
- 1911. De godsdienst van het oude China - serie grote godsdiensten
- 1913. Chinese verenigingen
- 1913. De Chinese beweging in Nederlands-Indië
- 1913. De Chinese republiek - lezing gehouden voor de Chinese vereniging Chung Hwa Hwui te Amsterdam
- 1913. Een werkkring in Indië, serie Pro en Contra [met probijdrage van Isaäc Pierre Constant Graafland]
- 1916. De geest van China
- 1918-1922. Het karnen van de oceaan des tijds - Uit het Sanskriet-manuscript in het Engels vertaald door F.W. Bain. Uit het Engels vertaald en toegelicht door Henri Borel, 7 delen
- 1920. Reisbrieven over China en Indië (in de Haagse krant het Vaderland)
- 1922. Het Schoone Eiland. Een tweede boek van wijsheid en schoonheid uit China
- 1922. Duizend en één nacht. Arabische vertellingen - complete uitgave bewerkt door Henri Borel
- 1923. Karma en andere verhalen (korte verhalen)
- 1924. Zee-reisbrieven, reis met de Insulinde
- 1925. Van Batavia tot Rotterdam (reis met het S.S. Sindoro (Rotterdamsche Lloyd)
- 1925. Casanova, liefdesavonturen - naar de oorspronkelijke uitgave bewerkt en van een inleiding voorzien door Henri Borel
- 1926. Restif de la Bretonne, de liefdesavonturen van Mr. Nicolas of het menselijk hart ontsluimerd - geheel opnieuw bewerkt naar de oorspronkelijke uitgave onder toezicht en met een inleiding van Henri Borel
- 1927. Over de moderne dansen
- 1927. Van leven en dood
- 1929. Cheng Tcheng - voorwoord van Paul Valéry, vertaald door Henri Borel
- 1932. Vlindertje - Henri Borel en Jaap van der Poll, toneelstuk in 4 bedrijven
- 1933. Welteroberung durch Heldenliebe - door Frederik van Eeden, vertaald door en met een inleiding van Henri Borel
- 1934. Het speelgoed van de kleine Theresia

### Overig
- 1897. J. Thorn Prikker. Brieven van Johan Thorn Prikker, met een voorwoord van Henri Borel. Amsterdam : W. Versluys.
- 1925. G. Casanova. Liefdesavonturen. Naar de oorspronkelijke uitgave bewerkt en van een inleiding voorzien door Henri Borel. J. Philip Kruseman. Den Haag.
- Borel schreef verder vele artikelen in diverse tijdschriften, waaronder Weekblad voor Indië.

## Over Borel
- Audrey Heijns: Translating China: Henri Borel (1869-1933). Proefschrift Universiteit Leiden, 2016. Digitale versie
- Audrey Heijns: The Role of Henri Borel in Chinese Translation History. Routledge, 2021. ISBN 978-0-367-42552-4

- Biblioteca Nacional de España: XX1153559
- Bibliothèque nationale de France: cb12718082z (data)
- Biografisch Portaal: 56674593
- Digitale Bibliotheek voor de Nederlandse Letteren: bore002
- Gemeinsame Normdatei: 116248653
- International Standard Name Identifier: 0000 0001 2321 021X
- Library of Congress Control Number: n81017997
- Nationale Bibliotheek van Tsjechië: mub2010582457
- Nationale bibliotheek van Australië: 36566324
- Nederlandse Thesaurus van Auteursnamen: 069037302
- LIBRIS: 279884
- Système universitaire de documentation: 120445050
- Trove: 1296254
- Virtual International Authority File: 71515941
- WorldCat: E39PBJdctGWwrXVVGJQFQDcQMP